# میلینا
میلینا (به صربی: Milina) منطقه‌ای مسکونی در صربستان است که در لوزنیسا واقع شده‌است. میلینا ۲۲۸ نفر جمعیت دارد.